# Best of You
"Best of You" é uma canção da banda Foo Fighters lançada em 2005 como primeiro single de seu álbum In Your Honor. Foi incluída uma versão acústica desta canção em Skin and Bones, álbum acústico da banda lançado em 2006.

## Videoclipe
O vídeo foi dirigido por Mark Pellington, mais conhecido por seu trabalho no vídeo da canção "Jeremy" do Pearl Jam. O videoclipe apresenta a banda tocando em cima de um hospital abandonado. Nele aparecem imagens de animais e pessoas que parecem sofrer a causa de outros, intercaladas com imagens da banda tocando a canção.

## Lista de faixas

### CD1
1. "Best of You"
2. "FFL"
3. "Kiss the Bottle" (cover de Jawbreaker)

### CD2
1. "Best of You"
2. "I'm in Love with a German Film Star" (cover de The Passions)

### Vinil 7"
1. "Best of You"
2. "Spill"

## Posições nas paradas
| Tabela (2005)              | Melhor posição |
| -------------------------- | -------------- |
| ARIA Charts                | 4              |
| Países Baixos              | 94             |
| Eurochart Hot 100 Singles  | 35             |
| Irish Singles Chart        | 20             |
| Itália                     | 36             |
| RIANZ                      | 38             |
| Suécia                     | 41             |
| UK Singles Chart           | 4              |
| Billboard Hot 100          | 18             |
| Pop 100                    | 20             |
| Alternative Songs          | 1              |
| Hot Mainstream Rock Tracks | 1              |

## Covers
O Prince fez um cover da canção durante o Super Bowl XLI, em Miami, Flórida, em 4 de fevereiro de 2007. O baterista Taylor Hawkins manifestou surpresa porque este vocalista havia criticado a banda por ter realizado um cover de sua canção "Darling Nikki", e te-la incluído como lado B de seu single anterior, "Have It All". A cantora Anastacia fez a sua própria versão para incluir no disco It's a Man's World.

## Certificações
| Região                                                                                             | Certificação | Vendas     |
| -------------------------------------------------------------------------------------------------- | ------------ | ---------- |
| Australia                                                                                          | 5× Platina   | 385 000    |
| Brasil (Pro-Música Brasil)                                                                         | Platina      | 60,000*    |
| Canadá (Music Canada)                                                                              | Ouro         | 40 000^    |
| Dinamarca (IFPI Dinamarca)                                                                         | Ouro         | 7 500^     |
| Alemanha (BVMI)                                                                                    | Ouro         | 150,000^   |
| Itália (FIMI)                                                                                      | Ouro         | 10 000*    |
| México (AMPROFON)                                                                                  | Platina      | 90 000*    |
| Reino Unido (BPI)                                                                                  | 2× Platina   | 1,200,000^ |
| Estados Unidos (RIAA)                                                                              | 2× Platina   | 2,000,000^ |
| *números de vendas baseados somente na certificação ^distribuições baseadas apenas na certificação |              |            |